# Liatris glandulosa
Liatris glandulosa là một loài thực vật có hoa trong họ Cúc. Loài này được G.L.Nesom & O'Kennon mô tả khoa học đầu tiên năm 2001.